# Shelly Kupferberg

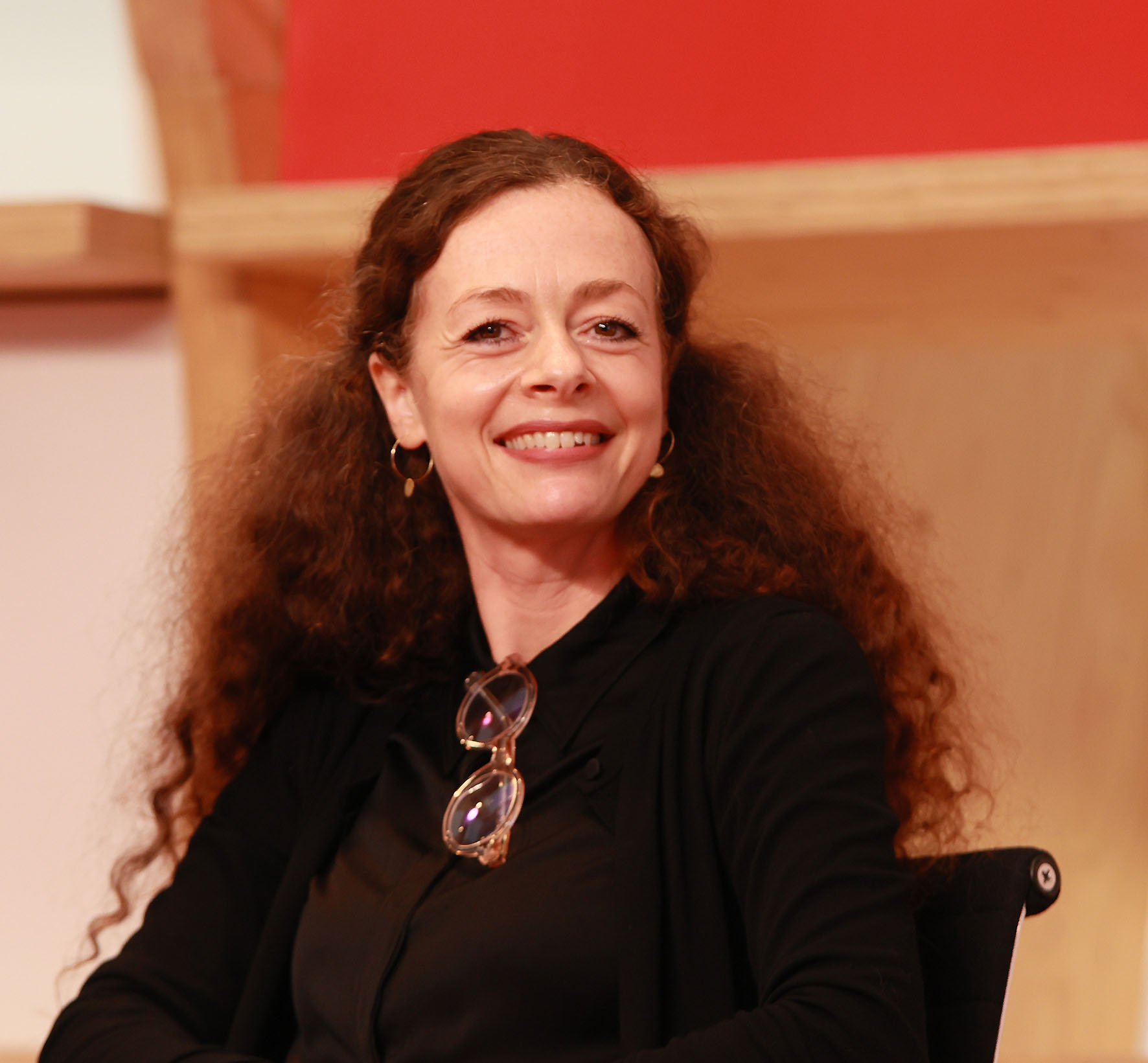
Shelly Kupferberg, Frankfurter Buchmesse (2022)

Shelly Kupferberg (* 1974 in Tel Aviv) ist eine deutsche Journalistin, Moderatorin und Autorin.

## Leben
Die Großeltern von Shelly Kupferberg, darunter der österreichisch-israelische Historiker Walter Grab, stammten aus Wien, Berlin und Hildesheim und flüchteten noch vor Beginn des Zweiten Weltkriegs nach Palästina. Ihr Vater wurde 1945 in Palästina, ihre Mutter Maya im Jahr 1949 bereits im neugegründeten Staat Israel geboren. Im Jahr 1974/75, kurz nach ihrer Geburt, gingen ihre Eltern nach West-Berlin, wo sie aufwuchs. Wie ihre Schwester Yael besuchte sie das Friedrich-Ebert-Gymnasium in Berlin-Wilmersdorf. Nach dem Abitur studierte sie an der Freien Universität Berlin Publizistik, Theater- und Musikwissenschaften.
Sie ist mit dem Schlagzeuger und Perkussionisten Paolo Eleodori verheiratet. Das Paar hat drei Kinder.

## Wirken
Schon während ihres Studiums arbeitete Kupferberg als Moderatorin bei Sendern wie Deutschlandradio, Radio Multikulti und rbb Fernsehen, später journalistisch bei Deutschlandfunk Kultur und rbbKultur mit Schwerpunkt jüdische und israelische Kultur.
Kupferberg moderiert Lesungen, Tagungen, Ausstellungseröffnungen, Filmvorführungen, Veranstaltungen für Stiftungen, Bundesministerien, Kultureinrichtungen und Festivals. Darüber hinaus organisiert sie ehrenamtlich beim JournalistsNetwork Austauschprogramme für deutsche und israelische Journalisten.
Für das Deutsche Symphonie-Orchester Berlin moderierte sie 2016 einen „Symphonic Mob“ unter der Leitung des Dirigenten Kent Nagano und an der Deutschen Oper Berlin präsentiert sie die „Opera Lounge“. Seit 2017 moderiert sie auch die Preisverleihung des Shimon-Peres-Preises. Im Jahr 2020 war sie Jurymitglied des Fotowettbewerbs „Zusammenhalt in Vielfalt – Jüdischer Alltag in Deutschland“. Hinzu kommen die israelischen Literaturtage von Goethe-Institut und Heinrich-Böll-Stiftung und Veranstaltungen mit israelischen Schriftstellern auf der Leipziger Buchmesse.
Im Rahmen des Jubiläumsjahres 1700 Jahre jüdisches Leben in Deutschland organisierte sie im Wechsel mit Mirna Funk und Miron Tenenberg einen wöchentlichen Podcast.
Im August 2022 erschien ihr Roman Isidor. Ein jüdisches Leben im Diogenes Verlag. Das Buch behandelt das Schicksal ihres Urgroßonkels, der im Wien der „1920er- und 1930er-Jahren ein bekannter juristischer und ökonomischer Berater“ war. Natan Sznaider urteilte, dass ihr mit dem Buch ein literarischer Stolperstein gelungen sei. Nach eigenen Angaben wurde Shelly Kupferberg durch eine Veranstaltung zu NS-Raubkunst und Provenienzforschung zu dem Buch über ihren Urgroßonkel angeregt.

## Publikationen
- mit Joachim Schlör und Juri Ginsburg: Odessa. Die Stadt und ihr Traum. Eine universale Liebeserklärung aus Berlin. Elefanten Press, Berlin 1999, ISBN 978-3-88520-775-7.
- Isidor. Ein jüdisches Leben. Diogenes Verlag, Zürich 2022, ISBN 978-325-707-2068.